# 帕罗奥图大学
帕罗奥图大学（Palo Alto University），前称太平洋心理学研究所（Pacific Graduate School of Psychology，PGSP）是一所独立的教育机构，位于加州帕羅奧圖，提供心理学理学士（BS）、临床心理学哲学博士（PhD）、临床心理学心理学博士（PsyD）、通过远距教学的心理学理学硕士（MS）、临床心理学的理学硕士（MS）（与布宜诺斯艾利斯的Aigle 基金会合作）。 
太平洋心理学研究所成立于1975年，1988年获西部大学协会(WASC)认可。其哲学博士（ PhD）计划于1988年获美国心理学会认可。其心理学博士（PsyD）计划与斯坦福大学医学院的精神病学与行为科学系合作开办 PGSP–斯坦福心理学博士联盟计划，2006年获美国心理学会认可。 
太平洋心理学研究所与名称类似的“太平洋研究生院”（Pacifica Graduate Institute，位于加州 Carpenteria）没有关系。
太平洋心理学研究所主办了Kurt与Barbara Gronowski 心理诊所。这是一个立足社区的心理训练诊所和治疗中心，致力于向湾区的成人、儿童和家庭提供高质量的临床服务。这个心理诊所由Robert Reiser博士负责，为许多客户提供公益（Pro bono）服务。